# Love Is Forever
Love Is Forever è un singolo della cantante danese Leonora, pubblicato il 1º febbraio 2019 su etichetta discografica TheArrangement. Il brano è cantato in inglese, danese e francese, ed è presente anche una frase in tedesco.
Scritto da Lise Cabble, Melanie Wehbe ed Emil Rosendal Lei, il brano è stato selezionato per partecipare a Dansk Melodi Grand Prix 2019, processo selezione nazionale per l'Eurovision Song Contest. Nella serata finale, il brano ha ricevuto abbastanza voti per accedere alla superfinale a tre, dove ha trionfato con il 42% dei voti totali garantendo a Leonora la possibilità di rappresentare la Danimarca all'Eurovision Song Contest 2019 a Tel Aviv, in Israele. Dopo essersi qualificata dalla seconda semifinale del 16 maggio, si è esibita per sesta nella finale del 18 maggio successivo. Qui si è classificata 12ª su 26 partecipanti con 120 punti totalizzati, di cui 51 dal televoto e 69 dalle giurie. Ha vinto il voto della giuria italiana.

## Tracce
Download digitale
1. Love Is Forever – 3:01

## Classifiche
| Classifica (2019) | Posizione massima |
| ----------------- | ----------------- |
| Danimarca         | 16                |
| Lituania          | 69                |